# USS Growler (SSG-577)
USS Growler (SSG-577) – amerykański okręt podwodny typu Grayback, zmodyfikowanego typu Tang. Czwarty okręt marynarki amerykańskiej noszący nazwę pochodzącą od bassa wielkogębowego. Był wczesnej generacji okrętem podwodnym wyposażonym w pociski manewrujące.

## Budowa i szkolenie
Stępkę okrętu położono 15 lutego 1955 w stoczni Portsmouth Naval Shipyard w Kittery (Maine). "Growler" był drugim amerykańskim okrętem, przy budowie którego zastosowano bardzo wytrzymałą stal HY-80, z której wykonano hangar dla przenoszonych przez jednostkę pocisków manewrujących. Został zwodowany 5 kwietnia 1958, matką chrzestną była wdowa po Thomasie Oakleyu, który dowodził trzecim "Growlerem" w jego dziewiątym, dziesiątym i tragicznie zakończonym jedenastym patrolu wojennym. Okręt został przyjęty do służby w Portsmouth 30 sierpnia 1958, pierwszym dowódcą został Lieutenant Commander Charles Priest, Jr.
Po przeprowadzeniu szkoleń w pobliżu Wschodniego Wybrzeża USA "Growler" popłynął w zapoznawczy rejs na południe. Do Roosevelt Roads Naval Station w Portoryko zawinął 19 lutego 1959. Po krótkim rejsie powrotnym do Portsmouth okręt wrócił na Morze Karaibskie w marcu by szkolić się w wystrzeliwaniu kierowanych pocisków rakietowych typu Regulus I i II. Do Portsmouth wrócił 19 kwietnia, po drodze odwiedzając Fort Lauderdale na Florydzie i New London w stanie Connecticut.

## Służba operacyjna
Okręt podwodny udał się następnie na Pacyfik, zawijając do Norfolk, Key West (Floryda) i przez Kanał Panamski dotarł 7 września do Pearl Harbor. Tam rozpoczął służbę jako okręt flagowy Submarine Division 12. Na Hawajach okręt uczestniczył w różnych ćwiczeniach bojowych i torpedowych, a także szkoleniach rakietowych przed pierwszym rejsem w ramach Regulus Deterrent Mission. W czasie rejsu, który trwał od 12 marca do 17 maja 1960 "Growler" opuścił Hawaje z pełnym zapasem rakiet typu woda-powierzchnia typu Regulus uzbrojonych w głowice nuklearne. W czasie rejsu jego pozycja była okryta ścisłą tajemnicą. Patrole mogły trwać dwa miesiące i więcej, wymagały także pozostawania w zanurzeniu przez wiele godzin, a nawet dni. Było to ciężkie do osiągnięcia dla załogi okrętu o napędzie dieslowsko-elektrycznym.
Od maja 1960 do grudnia 1963 "Growler" odbył dziewięć patroli w ramach misji odstraszania, z których jedna, czwarta, zakończyła się w Jokosuce w Japonii 24 kwietnia 1962, gdy US Navy zaprezentowała jedną ze swoich najnowszych broni.

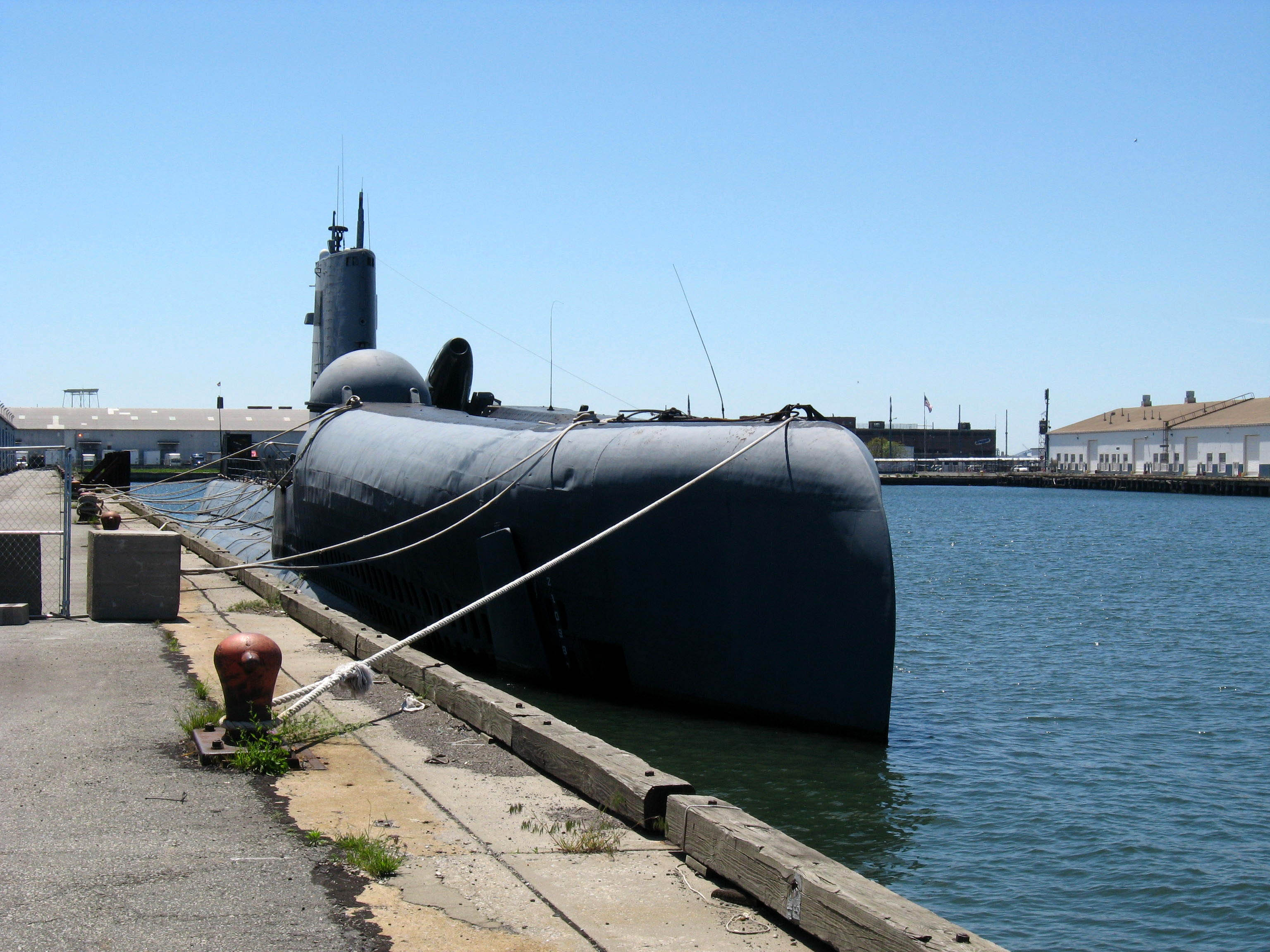
W Basenie Atlantic, Brooklyn, 2008

## Wycofanie ze służby i dalsze losy
Po powrocie do Mare Island w Kalifornii "Growler" został wycofany ze służby 25 maja 1964 i umieszczony w rezerwie. Został przeniesiony do naftalinowej floty w Puget Sound Naval Shipyard w Bremerton. Został skreślony z rejestru floty 1 sierpnia 1980 i miał zostać użyty jako okręt-cel dla torped. Jednak 8 sierpnia 1988 Kongres przydzielił jednostkę Zacharemu Fischerowi, szefowi Intrepid Sea-Air-Space Museum.
Z powodu renowacji całego kompleksu Intrepid Sea, Air & Space Museum, w tym także lotniskowca USS "Intrepid" i Pirsu 86 "Growler" został odholowany do Brooklynu na naprawy. Otwory znalezione w przerdzewiałym kadłubie skomplikowały naprawy i zwiększyły koszty napraw do ponad 1,5 miliona dolarów. Okręt wrócił do Pirsu 86 pod koniec lutego 2009. Został ponownie otwarty do zwiedzania 21 maja 2009, w czasie obchodów święta "Fleet Week 2009".